# Pons (Adelsgeschlecht)

Wappen derer von Pons

Das Haus Pons war ein westfranzösisches Adelsgeschlecht, das erstmals im 11. Jahrhundert bezeugt ist. Die Familie stammte aus dem Ort Pons im heutigen Département Charente-Maritime und behielt in dieser Region auch ihre Machtbasis. Zum bekannteren Besitz der Familie zählten die Île d’Oléron und Marennes, Blaye und Royan, aber auch Bergerac und Teile der Vizegrafschaft Turenne. Ab dem 16. Jahrhundert kamen Titel hinzu wie der eines Grafen von Marennes, Marquis de La Caze, Comte de Roquefort etc. Die Familie starb Mitte des 19. Jahrhunderts im Mannesstamm aus.
Die Bedeutung des Hauses Pons liegt – abgesehen von der großen Anzahl von Bischöfen, die ihm entstammten – weniger in einzelnen Personen, sondern in den vielfältigen verwandtschaftlichen Beziehungen zu fast allen Familien des westfranzösischen Hochadels.

## Stammliste (Auszug)

### 11. bis 13. Jahrhundert
1. Renaud I. de Pons (1067/um 1078 bezeugt)
  1.  ? Geoffroi I. (X vor 1100)
    1. Geoffroy II., Sire de Pons († 1133)
      1.  ? Pons I., Sire de Pons († vor 1191)
        1. Geoffroy III. († 1191), Sire de Pons
          1. Renaud II. junior († 1252), Sire de Pons, Seigneur de Montignac, de Limeuil, de Cognac, de Pérignac etc.; ⚭ Marguerite, Dame de Montignac, wohl Tochter von Talleyrand de Périgord, Seigneur de Montignac
            1. Geoffroi V., Sire de Pons († 1258/60)
              1. Renaud III. († 1272), Sire de Pons, de Bergerac, de Gensac, de Herrschaft Mortagne et de Martel; ⚭ Marguerite de Bergerac genannt de Turenne, Dame de Bergerac etc., Erbtochter von Hélie Rudel, Sire de Bergerac – Nachkommen siehe unten
              2. Pons, 1275 Bischof von Saintes
              3. Marguerite († nach 1306); ⚭ Archambaud VII., Vizegraf von Comborn (Haus Comborn)

            2. Raimond, Seigneur de Virnouil et de Lorzines
            3. Pons († nach 1265), 1357/60 Bischof von Saintes
            4. Agnès; ⚭ Savary V., Vizegraf von Thouars († 1269/74) (Haus Thouars)

          2. Geoffroi IV. (1200–1212 bezeugt)

        2. Renaud senior, 1217 Seigneur de Pérignac
        3. Raimond, 1183–1197 Bischof von Périgueux
        4. Pons, 1216–1221 Bischof von Saintes

  2. Hugues (1131 bezeugt)
  3. Pons, vor 1127 Bischof von Saintes
  4.  ? Robert de Pons (1070–1128 bezeugt)
  5.  ? Renaud de Pons (um 1090 bezeugt)

### 13. bis 16. Jahrhundert
1. Renaud III. († 1272), Sire de Pons, de Bergerac, de Gensac, de Mortagne et de Martel; ⚭ Marguerite de Bergerac genannt de Turenne, Dame de Bergerac etc., Erbtochter von Hélie Rudel, Sire de Bergerac – Vorfahren siehe oben
  1. Hélie Rudel I. genannt Renaud († vor 1291), 1280 Sire de Pons et de Montignac, 1290 Sire de Bergerac, de Mouleydier et de Gensac
    1. Renaud IV. († vor 1308), Sire de Pons, de Bergerac, de Montignac et de Gensac
      1. Hélie Rudel II. genannt Renaud († 1334), Sire de Pons, de Bergerac, de Montignac, de Mouleydier, de Gensac etc.; ⚭ Mathe d’Albret, Vicomtesse de Tartas, Tochter von Amanieu VII., Sire d’Albret, (Haus Albret)
      2. Jeanne († vor 1335), Dame de Bergerac; ⚭ Archambaud IV., Graf von Périgord († 1334), (Haus Périgord)

    2. Garmasie († nach 1306); ⚭ Aymeric XI., Vicomte de Rochechouart († 1305/06), (Haus Rochechouart)

  2. Geoffroi († 1314/17), 1290 Seigneur de Ribérac, Vizegraf von Turenne-en-Partie und Carlat; ⚭ Isabelle de Rodez, Vicomtesse de Carlat, Tochter von Henri II., Graf von Rodez
    1. Renaud IV. (X 1356), Seigneur de Blaye, de Ribérac, d’Épluches, de Virouil etc., 1317 Vizegraf von Turenne-en-partie, 1325 Vicomte de Carlat, 1322/24 Sire de Pons et de Bergerac; ⚭ Jeanne d’Albret, Tochter von Amanieu VII., Seigneur d’Albret, (Haus Albret)
      1. Renaud V. (X 1356), Sire de Pons, Vicomte de Turenne-en-partie et de Carlat; ⚭ NN, Tochter von Guillaume Flote, Kanzler von Frankreich
        1. Renaud VI. († 1427), Sire de Pons, Vicomte de Turenne-en-partie et de Carlat, Seigneur de Ribérac, de Montfort-en-Périgord, d’Aillac, de Plassac, de Marennes, de l’Île d’Oléron, de Saint-Maigrin, de Virouil et de Château-Renaud; ⚭ I Marguerite de Périgord († 1411), Tochter von Roger Bernard, Graf von Périgord, (Haus Périgord); ⚭ II Marguerite de La Trémoille († 1413), Tochter von Guy VI., Sire de La Trémoille, Graf von Guînes, (Haus La Trémoille); ⚭ III Catherine de Montberon, Dame de Noizé, Tochter von Jacques de Montberon, Sire de Montberon, Marschall von Frankreich
          1. (I) Renaud (X 1396)
          2. (II) Jacques I. († 1474/75), Sire de Pons, Vicomte de Turenne-en-partie, Seigneur de Riberác, de Montfort, de l’Île d’Oléron, de Marennes etc.; ⚭ Isabelle de Foix († 1459), Tochter von Gaston I., Captal de Buch, Comte de Bénauges (Haus Grailly)
            1. Gui († nach 1509), Sire de Pons, Vicomte de Turenne-en-partie, Seigneur de Marennes etc.; ⚭ Jeanne de Castelnau, Tochter von Raymond – Nachkommen siehe unten

        2. Hélie († vor 1380), 1363 Bischof von Angoulême

      2. Marguerite († 1354/58); ⚭ I Pons de Mortagne, Vicomte d’Aunay; ⚭ II Guy de Baucay; ⚭ III Aimeric genannt Eschivat, Prince de Chabanais, (Haus Rochechouart); ⚭ IV Pierre de Craon genannt de la Suze, Seigneur de La Suze et d’Ingrande († 1376), (Haus Craon)

    2. Geoffroi († 1333), 1317 Bischof von Maillezais

  3. Agassie; ⚭ Raymond V., Vizegraf von Turenne († vor 1285), (Haus Comborn)

### 16. und 17. Jahrhundert
1. Gui († nach 1509), Sire de Pons, Vicomte de Turenne-en-partie, Seigneur de Marennes etc.; ⚭ Jeanne de Castelnau, Tochter von Raymond – Vorfahren siehe oben
  1. François I. († 1504), Vicomte de Turenne-en-partie, Prince de Mortagne-en-Partie, Seigneur de Montfort, d’Hiers, de Marennes, de Brou et de Brouage; ⚭ Marguerite de Coetivy, Tochter von Olivier de Coëtivy, Seigneur de Taillebourg, (Haus Coëtivy)
    1. François II. († nach 1523), Sire de Pons, Vicomte de Turenne-en-partie etc.; ⚭ Catherine de Ferrières († vor 1543), Tochter von Jean II.
      1. Antoine († wohl 1586), Sire de Pons, Comte de Marennes; ⚭ I Anne de Parthenay, Tochter von Jean III. l’Archévêque, Baron de Soubise; ⚭ II Marie de Montchenu, Dame de Guercheville, Tochter von Marin, Baron de Montchenu
        1. (I) François († nach 1556), Comte de Marennes
        2. (I) Anne († 1611), Comtesse de Marennes
        3. (II) Antoinette († 1632), Comtesse de Marennes et d’Oléron; ⚭ I Henri de Silly, Comte de La Rocheguyon; ⚭ II Henri I. d’Albret, Baron de Miossans, (Haus Albret); ⚭ III Charles du Plessis-Liancourt, Graf von Beaumont-sur-Oise (Haus Le Plessis-Liancourt)

      2. Charles († vor 1583), Seigneur de Brosses; ⚭ I Antoinette d’Arpajon, Tochter von René, Baron d’Arpajon; ⚭ II Bonne de Martel († nach 1583), Tochter von Jean de Martel-Fontaines, Baron de Caussade
        1. (II) Pons, 1607 Baron de Bourg-Charente; ⚭ I Cécile de Durfort, Tochter von Jean Claude, Baron de Civrac; ⚭ II Elisabeth de Puyrigauld, Tochter von Jean, Seigneur du Bois
          1. (II) Renaud, Comte de Bourg-Charente
          2. (II) Marie Elisabeth († 1714); ⚭ François Amanieu d’Albret, Baron de Miossans († 1672), (Haus Albret)
          3. (II) Bonne († 1709); ⚭ Michel Sublet, Marquis d’Heudicourt

    2. Jacques II., Baron de Mirambeau; ⚭ I Françoise de Harpedane, Dame de Mirambeau, Tochter von Jean, Seigneur de Belleville (Haus Harpedane); ⚭ II Jacquette de Lansac, Erbtochter von Thomas, Seigneur de Lansac; ⚭ III Catherine de Gontaut, Tochter von Pons de Gontaut, Baron de Biron – Nachkommen siehe unten

  2. Anne, Dame de Ribérac et de Carlux; ⚭ Odet d’Aydie (1531 bezeugt), Seigneur de Guitinières et de Saint-Romain, Seneschall von Carcassonne
  3. Antoinette, Dame de Montfort († vor 1504); ⚭ Antoine de La Tour, Vicomte de Turenne, Seigneur d'Olliergues († 1527), (Haus La Tour d’Auvergne)

### Die Marquis de La Caze
1. Jacques II., Baron de Mirambeau; ⚭ I Françoise Harpedane, Dame de Mirambeau, Tochter von Jean, Seigneur de Belleville; ⚭ II Jacquette de Lansac, Erbtochter von Thomas, Seigneur de Lansac; ⚭ III Catherine de Gontaut, Tochter von Pons de Gontaut, Baron de Biron – Vorfahren siehe oben
  1. (II) François III. († nach 1581), Baron de Mirambeau; ⚭ I Françoise de Dampierre; ⚭ II Madeleine du Fou (Witwe des François de Montberon, Baron d'Archiac); ⚭ III Françoise de Chabanois; ⚭ IV 1567 Marguerite de Pierre-Buffière (lebt 1606)[1]
    1. Jacques III. († nach 1603), Baron de Mirambeau
      1. Madeleine, Dame de Mirambeau
      2. Louise
      3. Marie
      4. Ester
      5. Henriette, Dame de Champniers

  2. (II) Pons (X 1574), Marquis de La Caze
    1. Jacques III. († 1618), Marquis de La Caze, Comte de Roquefort et de Marsan-en-partie
      1. Jean Jacques († nach 1643), Marquis de La Caze, Comte de Roquefort etc.
        1. Isaac Renaud I., Marquis de La Caze, 1649 Vicomte d’Aunay
          1. Isaac Renaud II. († 1723), Marquis de La Caze; ⚭ Constance Foucault du Dognon, Tochter von Louis Foucault, Comte du Dognon, Marschall von Frankreich, Admiral von Frankreich
            1. Renaud Constant († 1741), Marquis de La Caze, Comte de Roquefort et de Lansac; ⚭ Louise d’Hostun de Gadagne, Comtesse de Verdun († 1750), Erbtochter von Gilbert d’Hostun, Comte de Verdun etc.

          2. Jacques Henri († 1701), Gouverneur von Cognac
            1. Louis Henri I., Marquis de Pons, Comte de Verdun
              1. Louis Henri II., Marquis de Pons d’Hostun
                1. Charlotte Suzanne († vor 1864); ⚭ François Laurent Pierre de Rancher, Marquis de Rancher de Saint-Léger († 1864)

          3. Antoine Aimar, Vicomte d’Aunay

        2. Pons III., Comte de Roquefort
          1. Pons IV. († 1705), Comte de Roquefort, Marquis de Roissac; ⚭ I Lidie de La Rochefoucauld († 1688), Tochter von Léonor, Seigneur de Roissac etc., (Haus La Rochefoucauld); ⚭ II Charlotte Armande de Rohan-Guéméné († 1754), Tochter von Charles II. de Rohan, 4. Herzog von Montbazon, (Stammliste der Rohan-Guéméné)
            1. (I) Pons (Ponce Renaud), Marquis de Roissac
            2. (II) Charles Armand Augustin († 1770), Vicomte de Pons, Comte de Roquefort, Marquis de La Caze et Mirambeau, Comte de Clermont-en-Dauphiné, Vicomte de Meaux, Marquis de Clion et de Tullins etc.; ⚭ Pulchérie Éléonore Tranquille de Lannion, Dame de Clermont-en-Dauphiné, Tochter von Hyacinthe, Comte de Lannion
              1. Augustine Éléonore († 1843); ⚭ Louis Yves du Bouchet de Sourches, Marquis de Tourzel († 1815)

            3. (II) Antoinette Rosalie († 1824); ⚭ Paul François de Quelen de Stuer de Caussade, Duc de La Vauguyon, Pair von Frankreich, Ritter des Ordens vom Goldenen Vlies († 1828)

        3. Renaud, Marquis de Thors
          1. Gui Louis († nach 1696), Marquis de Thors

        4. Judith († 1688), Mätresse des Herzogs von Guise

      2. Louis († 1635), Baron de Montgaillard

  3. (III) Jean († 1581), Seigneur de Plassac et Langon; ⚭ Jeanne de Villers-Saint-Paul
    1. Anne; ⚭ 22. April 1581 Philippe de Pierre-Buffière (1552–1582, Sohn des Jean-Geoffroy  de Pierrebuffière und der Marguerite de Bourbon-Busset); ⚭ II Abel de Pierre-Buffière, Seigneur de Chamberet, Lieutenant-général im Limousin; ⚭ III Jean, Baron de Pierrebuffière-Lostanges
      1. (I) Marguerite de Pierre-Buffière (1582–1633); ⚭ 1593 Charles de Pierre-Buffière, Vicomte de Comborn, Baron de Châteauneuf, 1599 Gouverneur des Limousin, ihren Cousin 8. Grades

  4. (III) Antoinette († 1575); ⚭ 1550 Foucaud de Gain de Linards